# Moolgarda
Moolgarda – rodzaj ryb mugilokształtnych z rodziny mugilowatych (Mugilidae).

## Klasyfikacja
Gatunki zaliczane do tego rodzaju:
- Moolgarda cunnesius
- Moolgarda engeli
- Moolgarda pedaraki
- Moolgarda perusii
- Moolgarda seheli